# Doug Sandom
Doug Sandom (Greenford, 26 februari 1930 - 27 februari 2019) was de eerste drummer van de Engelse rockband The Who. Rond 1962, toen The Who nog als The Detours door het leven gingen, kwam Sandom – een metselaar van origine – erbij als drummer. Omdat de andere bandleden in hun late tienerjaren waren en Sandom reeds in de dertig was, bleek dat Sandom steeds meer een buitenbeentje werd in de band.
Nadat The Who een auditie had gedaan bij Fontana Records in 1964 – en werd afgewezen –, stelde Pete Townshend, de gitarist van de band, voor aan de andere bandleden (Roger Daltrey en John Entwistle) om Doug Sandom de groep te laten verlaten, wat deze in april van dat jaar ook deed. Binnen een maand nadat Sandom de band verlaten had, werd Keith Moon ingehuurd. Hij had namelijk bij een optreden van The Detours laten weten dat hij beter kon spelen dan de drummer die ze op dat moment hadden.